# Valle Encantado
Valle Encantado är en ort i Mexiko.   Den ligger i kommunen Zacualpan och delstaten Mexiko, i den södra delen av landet, 100 km sydväst om huvudstaden Mexico City. Valle Encantado ligger 2 240 meter över havet och antalet invånare är 114.
Terrängen runt Valle Encantado är huvudsakligen kuperad, men västerut är den bergig. Runt Valle Encantado är det ganska tätbefolkat, med 108 invånare per kvadratkilometer. Närmaste större samhälle är Ixtapan de la Sal, 19,7 km öster om Valle Encantado. I omgivningarna runt Valle Encantado växer huvudsakligen savannskog.